# الحسانية (المنيا)
قرية الحسانية  هي إحدي القرى التابعة لمركز أبو قرقاص بمحافظة المنيا في جمهورية مصر العربية. حسب إحصاءات سنة 2006، بلغ إجمالي السكان في الحسانية 4422 نسمة، منهم 2292 رجل و2130 امرأة.